# Maxillaria multiflora
Maxillaria multiflora är en orkidéart som beskrevs av João Barbosa Rodrigues. Maxillaria multiflora ingår i släktet Maxillaria och familjen orkidéer. Inga underarter finns listade i Catalogue of Life.